# Margarornis
Margarornis és un gènere d'ocells de la família dels furnàrids (Furnariidae) que agrupa espècies natives de l'Amèrica tropical (Neotròpic), on es distribueixen des de Costa Rica, per l'est d'Amèrica Central, i per Amèrica del Sud pels Andes, des de l'oest de Veneçuela fins al sud-est del Perú i oest de Bolívia.6

## Descripció
Les espècies d'aquest gènere són ocells bonics, que mesuren al voltant de 15 cm de longitud, les plomes de la cua acaben en pues rígides que es projecten. Són més arborícoles que les espècies del gènere Premnoplex, i habitualment s'enfilen per troncs i branques. Habiten en selves humides de muntanes.

## Taxonomia i etimologia
Autors anteriors els gèneres Premnornis i Premnoplex estaven inclosos a Margarornis. Tot i això, les dades genètiques indiquen que Premnornis no està properament emparentat amb el doblet Premnoplex + Margarornis. Moyle et al. (2009) i Derryberry et al. (2011) van confirmar que aquests són gèneres germans, però que no tenen cap parent proper dins de Furnariidae.
El gènere Roraimia també ja va ser anteriorment inclòs en Margarornis, però les diferències del format de la cua, el comportament i la vocalització suggereixen que Roraimia no està properament emparentada amb els altres membres del grup Margarornis. Estudis posteriors ho van confirmar.
El nom genèric Margarornis es compon de les paraules del grec antic «μαργαρον margaron» que significa “perla” i «ορνις ornis, ορνιθος ornithos», “ocell”, significant ocell perlat.
Segons la Classificació del Congrés Ornitològic Internacional (versió 14.2, 2024) aquest gènere està format per 4 espècies:
- corre-soques de Panamà - (Margarornis bellulus).
- corre-soques rovellat - (Margarornis rubiginosus).
- corre-soques estel·lat - (Margarornis stellatus).
- corre-soques perlat - (Margarornis squamiger).